# Cupramontana
Cupramontana és un comune (municipi) de la província d'Ancona, a la regió italiana de les Marques, situat a uns 35 quilòmetres al sud-oest d'Ancona. A 1 de gener de 2019 la seva població era de 4.578 habitants.
Pren el seu nom de 'Cupra', una deessa de la fertilitat de la població preromana dels Picentins.
Cupramontana limita amb els següents municipis: Apiro, Maiolati Spontini, Mergo, Monte Roberto, Rosora, San Paolo di Jesi, Serra San Quirico i Staffolo.